# Schwadorf (Brühl)
Schwadorf ist der südlichste Stadtteil von Brühl im Rhein-Erft-Kreis.

## Lage
Schwadorf liegt unweit des Vorgebirges in der Tiefebene der Kölner Bucht. Hauptsächlich von landwirtschaftlich genutzten Feldern umgeben, grenzt der Ort im Norden an die Brühler Innenstadt und im Süden an den zu Bornheim gehörenden Stadtteil Walberberg im benachbarten Rhein-Sieg-Kreis.

## Geschichte

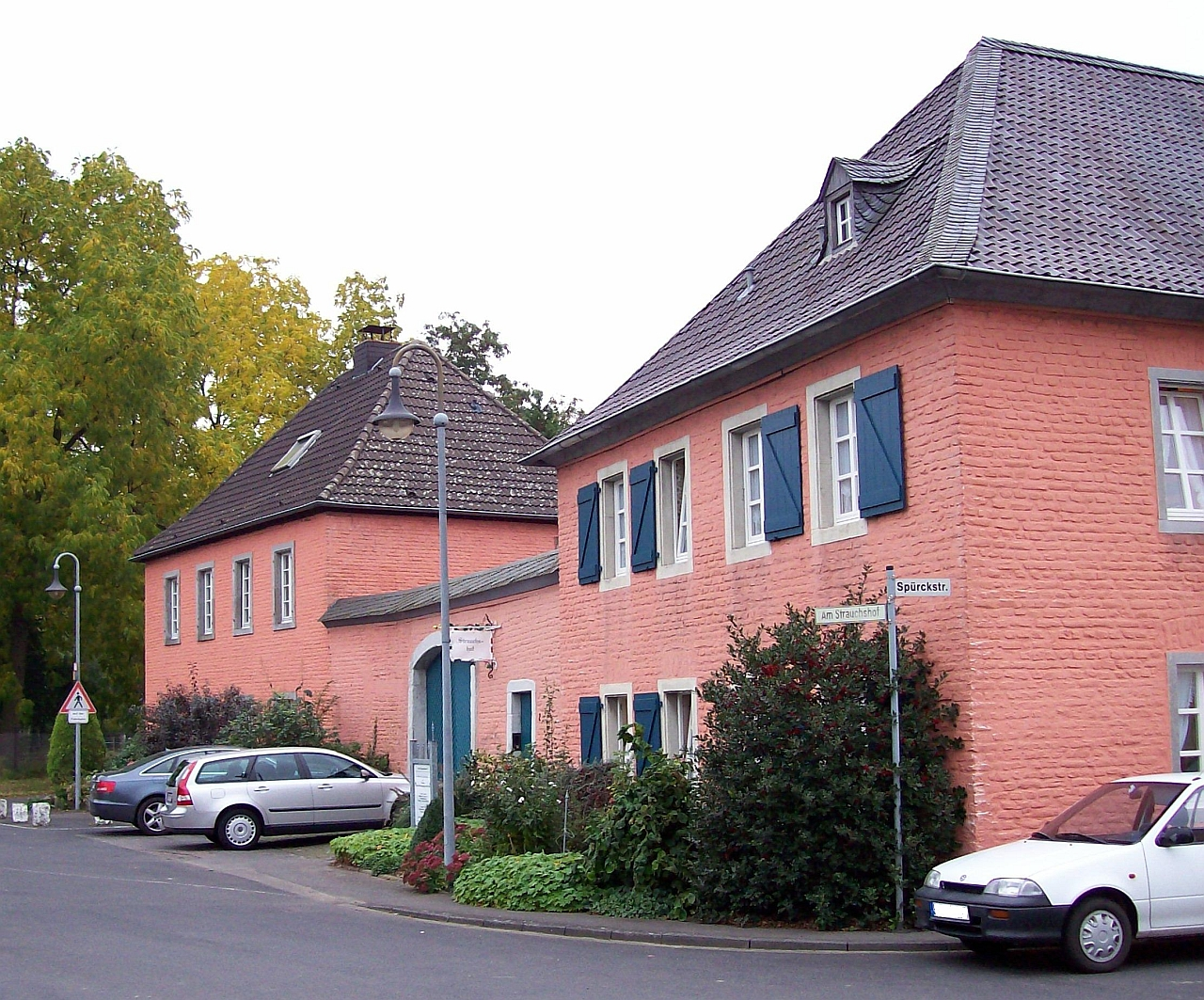
Strauchshof

Urkundlich erwähnt wurde Schwadorf erstmals 1109 als Suaventhorp. Als mittelalterlicher Ursprung können die Grundherrschaften Comarhof und Strauchshof ausgemacht werden. Beide Gutshöfe gehörten zur Grundherrschaft des Kölner Kanonikerstifts Sankt Severin. In seiner Gänze gehörte Schwadorf zum kurkölnischen Amt Brühl, doch hatte der Erzbischof dort nur Hochgerichtsrechte. 1558 wütete die Pest in Schwadorf. In napoleonischer Zeit gehörte der Ort zum Kanton Brühl. Nach der offiziellen Landesbeschreibung von 1670 gab es in Schwadorf, außer 20 Hausmannshäusern und drei Gutshöfen, die Schallenburg, den Weyerhof und den Krufftshof, der einem Kölner Kanoniker gleichen Namens gehörte.

### Strauchshof
Der, auch als Struchshof, Strughshof und Comarhof (aus Ko für Kuh und mar für Tümpel) bekannte Krufftshof war an Gerhard Strugh verpachtet, was der Anlage vor Ort den Beinamen Strauchshof einbrachte. Diese Bezeichnung erscheint archivalisch erstmals 1712. Am 11. August 1755 starb der Witwer Johann Hommelsheim, der „villicus (Verwalter) im Struchshoff“. Seine Nachfolger als Struchshalfen waren die Eheleute Franz Mager und Margaretha Hommelsheim, die Tochter der Eheleute Johann Hommelsheim und Elisabeth Struck „ex Strughoff“. Zu dieser Zeit war der Kanoniker Krufft bereits gestorben, denn in der Beschreibung des Weyerhofes von 1759 werden „Krufften Erben“ als Anlieger erwähnt. Um 1765 verkauften die Erben Krufft den Hof an den Kölner Bankier J. M. Frantz. Dieser gestaltete die Hofgebäude anscheinend so um, dass er die eine Hälfte zu einem Landsitz für sich selber umbaute, während die andere Hälfte dem weiterhin verpachteten Gutsbetrieb diente.
Nach Katasteraufnahme von 1795 gehörte der Strauchshof einem Herrn Frantzen, wohl dem Sohn des vorerwähnten Bankiers. Der Hof war an Peter Mager verpachtet. Das Hofgebäude mit Garten umfasste drei Morgen drei Viertel, dazu gehörten 117 Morgen Ackerland. Über die weiteren Schicksale dieses Hofes gibt eine Notarurkunde von 1821 Aufschluss: Heinrich Herriger aus Rheindorf hatte den Hof am 23. Oktober 1802 durch Zwangsversteigerungsurteil erworben. Am 27. August 1821 verkaufte er ihn samt Ländereien an Arnold Spürck für 6.153 Taler.

## Vereinsleben
Schwadorf besitzt eine traditionsreiche Vereinskultur. 18 Vereine sind in der örtlichen Dorfgemeinschaft organisiert, darunter eine elterliche Kindergarteninitiative, ein Pfadfinderstamm und ein Gesangschor. Einen besonderen Stellenwert besitzt in Schwadorf außerdem der Straßenradsport, dem seit 1980 im RTC Radsportfreunde Brühl nachgegangen wird und der 2008 bis 2016 jährlich das Radfahrkriterium Rund um Schwadorf organisierte. Im Fußball wird der Ort vom FC Schwadorf 1973 vertreten, der mit seinen Mannschaften in der Kreisliga spielt.

## Sehenswürdigkeiten
- Wasserschloss Schallenburg: der Name weist auf die Kölner Patrizierfamilie Schall von Bell als ursprüngliche Besitzer hin. Bekanntestes Mitglied der Familie war Adam Schall von Bell, Jesuit und Chinamissionar. Das heutige Gebäude geht auf das 16. und 17. Jahrhundert zurück und gehörte bis 1835 der bürgerlichen Familie Spürck.
- Katholische Pfarrkirche St. Severin: die Kirche ersetzte einen 1875 abgerissenen mittelalterlichen Vorgängerbau. Hinter dem Altar befindet sich ein hölzerner Kalvarienberg aus der Zeit um 1500.
- Strauchshof: zu Wohnquartieren umgebaute Anlage am nördlichen Ortseingang zu Schwadorf.

## Zukünftige Bauprojekte
Ein neun Meter hohes Parkhaus soll an der Stadtbahnlinie 18 am Haltepunk Schwadorf errichtet werden. Um die 150 Stellplätze soll das Parkhaus haben. Die Kosten sollen Stand 12. Juli 2024 6,5 Millionen Euro betragen. Davon muss die Stadt Brühl 326.000 Euro zahlen. Die anderen 95 % übernimmnt der Fördergeber.

## Verkehrsanbindung
- Bahnhof (Brühl-Schwadorf) an der Vorgebirgsbahn (KVB-Stadtbahnlinie 18)

| Linie | Verlauf / Anmerkungen | Takt (Mo–Fr) |
| ----- | --- | --- |
| 18    | Thielenbruch – Dellbrück – Holweide – Buchheim – U Bf Mülheim – U Mülheim Wiener Platz – Zoo/Flora – U Reichenspergerplatz – U Ebertplatz – U Breslauer Platz/Hbf – U Dom/Hbf – U Appellhofplatz (Breite Straße) – U Neumarkt – Barbarossaplatz – Eifelwall – Klettenberg – Efferen – Hürth-Hermülheim – Fischenich – Brühl-Vochem – Brühl Mitte – Brühl Süd – Badorf – Schwadorf – Walberberg – Merten – Waldorf – Dersdorf – Bornheim – Roisdorf West – Alfter – Dransdorf – Bonn West – Bonn Hbf | 10 min (Thielenbruch–Buchheim) 5 min (Buchheim–Klettenberg) 10 min (Klettenberg–Schwadorf) 20 min (Schwadorf–Bonn) |
Hinweis zur Linienführung ab 1. April 2024:
Aufgrund von Baumaßnahmen verkehren die Bahnen der Linie 18 aus Bonn, Schwadorf und Brühl kommend nur bis zur Haltestelle Slabystraße und fahren von dort zurück. Im rechtsrheinischen Stadtgebiet fahren sie im Abschnitt zwischen Mülheim Wiener Platz und Thielenbruch.
- Anschlussstelle an der Bundesautobahn 553